# Linas (Essonne)
Linas település Franciaországban, Essonne megyében. Lakosainak száma 7310 fő (2022. január 1.). Linas Montlhéry, Saint-Germain-lès-Arpajon, Leuville-sur-Orge, Longpont-sur-Orge, Marcoussis és Ollainville községekkel határos.

## Népesség
A település népességének változása:
| Lakosok száma | 6707 | 6874 | 6959 | 6785 | 6813 | 6842 | 6864 | 7032 | 7310 |
|               | 2013 | 2015 | 2016 | 2017 | 2018 | 2019 | 2020 | 2021 | 2022 |